# كأس هولندا 2018–19
كأس هولندا 2018–19 (بالهولندية: KNVB beker 2018/19)‏ هو الموسم 101 من كأس هولندا. أقيم خلال الفترة 18 أغسطس 2018 وحتى 5 مايو 2019، وأشرف على تنظيمه الاتحاد الملكي الهولندي لكرة القدم، وكان عدد الأندية المشاركة فيه 103، وفاز فيه أياكس أمستردام.